# Баранов, Пётр Артемьевич
Пётр Артемьевич Баранов — советский хозяйственный, государственный и политический деятель.

## Биография
Родился в 1921 году в черте нынешнего городского округа город Бор. Член КПСС.
С 1941 года — на хозяйственной, общественной и политической работе. В 1941—1983 гг. — конструктор 2-й категории, начальник 6-го механического цеха по обработке деталей специальных и тяжелых станков, главный инженер, директор Горьковского завода фрезерных станков, генеральный директор Горьковского станкостроительного производственного объединения.
За создание конструкций и оснащение промышленности тяжёлыми и уникальными металлорежущими станками был в составе коллектива удостоен Государственной премии СССР в области науки и техники 1973 года.
Умер в Нижнем Новгороде в 1992 году.